# Masters Doubles WCT 1982
Il Masters Doubles WCT 1982 è stato un torneo di tennis giocato sul sintetico indoor. È stata la 10ª edizione del Masters Doubles WCT, che fa parte del World Championship Tennis 1982. Il torneo si è giocato all'Olympia di Londra in Gran Bretagna, dal 6 all'11 gennaio 1982.

## Campioni

### Doppio maschile
Heinz Günthardt /  Balázs Taróczy hanno battuto in finale  Kevin Curren /  Steve Denton con il punteggio di 6–7, 6–3, 7–5, 6–4